# فرانز غومرس
فرانز غومرس (Frans Gommers) (مواليد 5 أبريل 1917) هو لاعب كرة قدم. يلعب مع منتخب بلجيكا لكرة القدم. سبق له أن لعب في كأس العالم لكرة القدم مع منتخب بلاده.

## وصلات خارجية
- فرانز غومرس على موقع الاتحاد البلجيكي (الإنجليزية)
- فرانز غومرس على موقع قاعدة بيانات كرة القدم.إي يو (الإنجليزية)
- فرانز غومرس على موقع ناشيونال فوتبول تيمز (الإنجليزية)
- فرانز غومرس على موقع Soccerway.com (الإنجليزية)
- فرانز غومرس على موقع عالم كرة القدم.نت (الإنجليزية)